# خديجة العبد
خديجة العبد (20 مارس 1948 - 28 أبريل 2024) هي ممثلة سورية، وزوجة الفنان محمد الشيخ نجيب ولهما من الأبناء: الفنان قيس الشيخ نجيب وسيف وزيد، شاركت في عدة مسلسلات منها أيام شامية.
بدأت حياتها الفنية من خلال فرقة كانون للفنون الشعبية  وقدمت العديد من الأعمال على المسرح وفي التلفزيون قبل أن تبتعد عن الفن للعناية بعائلتها وتظهر في أعمال محدودة.

## من أعمالها

### مسلسلات
- أيام شامية.
- الزاحفون.
- دائرة النار.

### مسرح
- مسرحية غربة.
- مسرحية ضيعة تشرين.